# 1994 TB15
1994 TB15 är en asteroid i huvudbältet som upptäcktes den 14 oktober 1994 av de båda japanska astronomerna Takeshi Urata och Yoshisada Shimizu vid Nachi-Katsuura-observatoriet.
Asteroiden har en diameter på ungefär 4 kilometer.